# RunningMan Heros
《RunningMan Heroes》為電視動畫《Running Man》動畫版的角色動作手遊。遊戲中手遊角色有7個，與《Running Man》相同，玩家可以從七個種族的角色中選擇一名，並可以和最多六名的玩家一起進行即時對戰。手遊提供戰鬥到直至剩下最後一人為止的「皇家對戰模式」、分成兩個隊伍一決勝負的「小隊模式」，以及玩家一起協力執行任務的「劇情模式」等豐富的對戰系統。手遊由 LINE FRIENDS 開發，NEXON代理，雖然遊戲尚未正式上市，但官方已經於Android系統進行封測。

## 人物
| 角色         | 介紹                             |
| ------------ | -------------------------------- |
| LIU (劉大)   | 原角： 劉在錫 反擊的狙擊手       |
| PALA (帕拉)  | 原角： 池錫辰 治癒的藥草大師     |
| KUGA (酷軋)  | 原角： 金鍾國 正面突破的最強戰士 |
| POPO (波波)  | 原角： HAHA 卡牌的大魔術師       |
| MIYO (美喵)  | 原角： 宋智孝 神秘特工           |
| LONKY (龍基) | 原角： 李光洙 迷惑人心的善辯家   |
| GAI (小蓋)   | 原角： Gary 瀟灑的浪漫刺客       |

## 外部連結
- 《RunningMan Heroes》官方網站